# Saison 2007 de l'équipe cycliste Roubaix Lille Métropole
La saison 2007 de l'équipe cycliste Roubaix Lille Métropole est la première de cette équipe.

## Coureurs et encadrement technique

### Effectif
| Cycliste           | Date de naissance | Nationalité | Équipe 2006                              |
| ------------------ | ----------------- | ----------- | ---------------------------------------- |
| Paul Brousse       | 28 décembre 1983  | France      | Néo-professionnel (VC Roubaix)           |
| Ludovic Capelle    | 27 février 1976   | Belgique    | Ex-professionnel                         |
| Anthony Colin      | 22 mars 1985      | France      | Néo-professionnel (ESEG Douai)           |
| David Derepas      | 9 mars 1978       | France      | Jartazi                                  |
| Frédéric Finot     | 20 mars 1977      | France      | La Française des jeux                    |
| Yauheni Hutarovich | 29 novembre 1983  | Biélorussie | Néo-professionnel (UV Aube)              |
| Mickaël Larpe      | 30 août 1985      | France      | Néo-professionnel (Deux-Sèvres Cyclisme) |
| Arnaud Lesvenan    | 8 février 1982    | France      | Côtes d'Armor-Maître Jacques             |
| Cédric Pineau      | 8 mai 1985        | France      | Néo-professionnel (UV Aube)              |
| Steven Tronet      | 14 octobre 1986   | France      | Néo-professionnel (VC Roubaix)           |
| Jean Zen           | 20 novembre 1981  | France      | Néo-professionnel (VC Roubaix)           |

## Bilan de la saison

### Victoires
| Date       | Course                                               | Pays   | Classe | Vainqueur          |
| ---------- | ---------------------------------------------------- | ------ | ------ | ------------------ |
| 25/03/2007 | Troyes-Dijon                                         | France |        | Cédric Pineau      |
| 24/06/2007 | 4e étape de la Route du Sud                          | France |        | Frédéric Finot     |
| 29/08/2007 | 5e étape du Tour du Poitou-Charentes et de la Vienne | France |        | Yauheni Hutarovich |

Piste
| Date       | Course                             | Pays   | Classe | Vainqueur     |
| ---------- | ---------------------------------- | ------ | ------ | ------------- |
| 19/06/2007 | Championnat de France de demi-fond | France | CN     | David Derepas |